# Šabtaj Šichman
Šabtaj Šichman (hebrejsky: שבתאי שיכמן, žil 10. září 1915 – 9. ledna 1987) byl izraelský politik a poslanec Knesetu za strany Cherut a Gachal.

## Biografie
Narodil se v tehdejší Ruské říši (později Polsko). Absolvoval střední školu ve městě Kovel. V roce 1935 přesídlil do dnešního Izraele. V roce 1949 byl zakladatelem a generálním ředitelem stavební společnosti Sela.

## Politická dráha
Byl aktivní v sionistickém hnutí Bejtar. Byl předsedou jeho organizace v Kovelu a členem jeho vedení v regionu Volyň. V Kovelu zároveň působil jako místopředseda tamní organizace sionistických revizionistů.
V izraelském parlamentu zasedl poprvé po volbách v roce 1959, do nichž šel za Cherut. Byl členem finančního výboru. V parlamentu se objevil i po volbách v roce 1961, kdy kandidoval opět za Cherut a kdy usedl opětovně do finančního výboru. Během funkčního období přešel spolu se stranou Cherut do nové pravicové strany Gachal.